# Qualificazioni al campionato mondiale maschile under 21 di pallavolo 2005
Le qualificazioni al campionato mondiale juniores di pallavolo maschile 2005 hanno assegnato undici posti per la fase finale; l'India (come paese ospitante) si è qualificata automaticamente.

## Qualificazioni continentali

### Africa
Le partite valide per l'assegnazione dei posti riservati alla confederazione africana si sono svolte nel 2004 con il campionato africano juniores 2004. I posti a disposizione sono stati assegnati alla prima e alla seconda classificata.
Squadre qualificate:
- Marocco (prima classificata)
- Tunisia (seconda classificata)

### America del Nord
Le partite valide per l'assegnazione dei posti riservati alla confederazione nordamericana, centroamericana e caraibica si sono svolte nel 2004 con il campionato nordamericano under 21 2004. I posti a disposizione sono stati assegnati alla prima e alla seconda classificata.
Squadre qualificate:
- Cuba (prima classificata)
- Stati Uniti (seconda classificata)

### America del Sud
Le partite valide per l'assegnazione dei posti riservati alla confederazione sudamericana si sono svolte nel 2004 con il campionato sudamericano juniores 2004. Il posto a disposizione è stato assegnato alla prima classificata.
Squadre qualificate:
- Brasile (prima classificata)

### Asia ed Oceania
Le partite valide per l'assegnazione dei posti riservati alla confederazione asiatica ed oceaniana si sono svolte nel 2004 con il campionato asiatico ed oceaniano juniores 2004. I posti a disposizione sono stati assegnati alla prima e alla seconda classificata.
Squadre qualificate:
- Corea del Sud (prima classificata)
- Iran (seconda classificata)

### Europa
Le partite valide per l'assegnazione dei posti riservati alla confederazione europea sono iniziate il 4 settembre 2004 con il campionato europeo juniores 2004 e si sono concluse il 12 settembre 2004.  I posti a disposizione sono stati assegnati alle prime quattro classificate.
Squadre qualificate:
- Germania (terza classificata)
- Paesi Bassi (seconda classificata)
- Russia (prima classificata)
- Serbia e Montenegro (quarta classificata)